# César Zabala
César Zabala Fernández (Luque, 1961. június 3. – 2020. január 31.) válogatott paraguayi labdarúgó, hátvéd.

## Pályafutása

### Klubcsapatban
1982 és 1984 között a Sportivo Luqueño, 1985 és 1987 között a Cerro Porteño labdarúgója volt. 1988–89-ben az argentin Talleres de Córdoba csapatában szerepelt, majd 1989-ben visszatért a Cerro Porteño együtteséhez és még ugyanebben az évben a brazil Internacional játékosa is volt. 1990–91-ben a Cerro Porteño labdarúgójaként vonult vissza.

### A válogatottban
1985 és 1991 között 49 alkalommal szerepelt a paraguayi válogatottban és három gólt szerzett. Részt vett az 1986-os mexikói világbajnokságon.

## Sikerei, díjai
Cerro Porteño
- Paraguayi bajnokság
  - bajnok: 1987